# La Dordogne (Natura 2000)
Le site la Dordogne est un site français du réseau Natura 2000 des départements de la Dordogne et de la Gironde, en région Nouvelle-Aquitaine, correspondant au cours d'eau éponyme.

## Situation

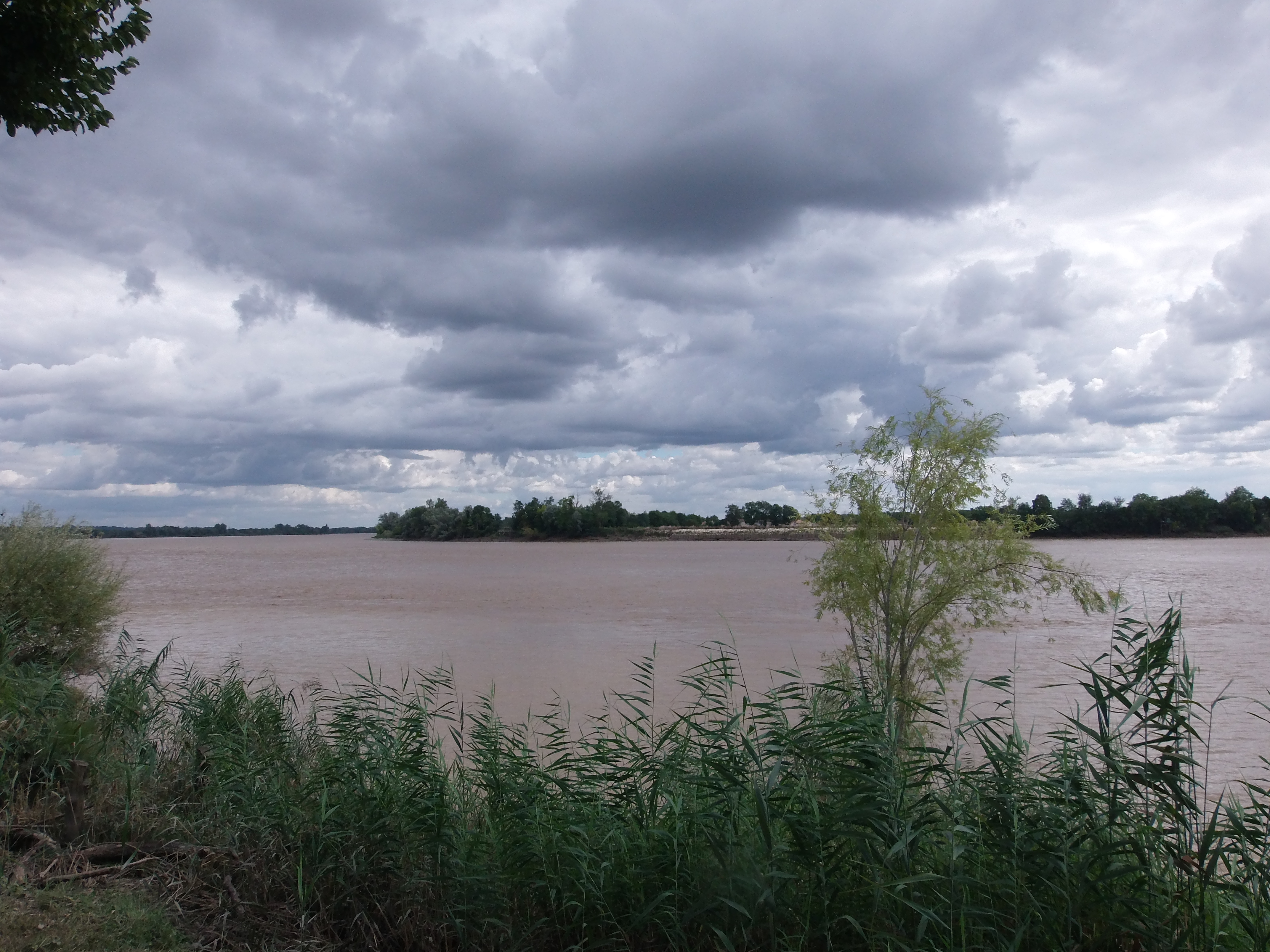
La Dordogne à Asques.

Limité aux départements de la Dordogne et de la Gironde, le site Natura 2000 « la Dordogne » correspond essentiellement au lit mineur du cours d'eau éponyme, ainsi qu'à la végétation de ses berges et à quelques « boisements alluviaux » sur les 250 km de son parcours, depuis son entrée dans le département de la Dordogne à Cazoulès à 84 mètres d'altitude, jusqu'à sa confluence avec la Garonne entre Ambès et Saint-Seurin-de-Bourg à 3 mètres d'altitude, pour former l'estuaire de la Gironde, ; il s'étend sur 5 685 hectares, sur le territoire de 104 communes riveraines de la Dordogne, 56 en Dordogne et 48 en Gironde.

## Description
Le site « la Dordogne » est un site naturel du réseau Natura 2000, c'est-à-dire qu'il est identifié comme site important pour la conservation d'espèces animales européennes menacées.
Il s'agit d'un site d'importance communautaire correspondant à une zone spéciale de conservation validée par un arrêté du ministère de l'Écologie, du Développement durable et de l'Énergie en date du 27 octobre 2015. Cet ensemble fluvial est un « cours d'eau essentiel pour la conservation des poissons migrateurs et la qualité globale de ses eaux ».
Le site est composé à 95 % d'eaux douces intérieures, courantes ou stagnantes, à 4 % de rivières et estuaires soumis à la marée, de vasières et de bancs de sable, et à 1 % de forêts caducifoliées.

La Dordogne
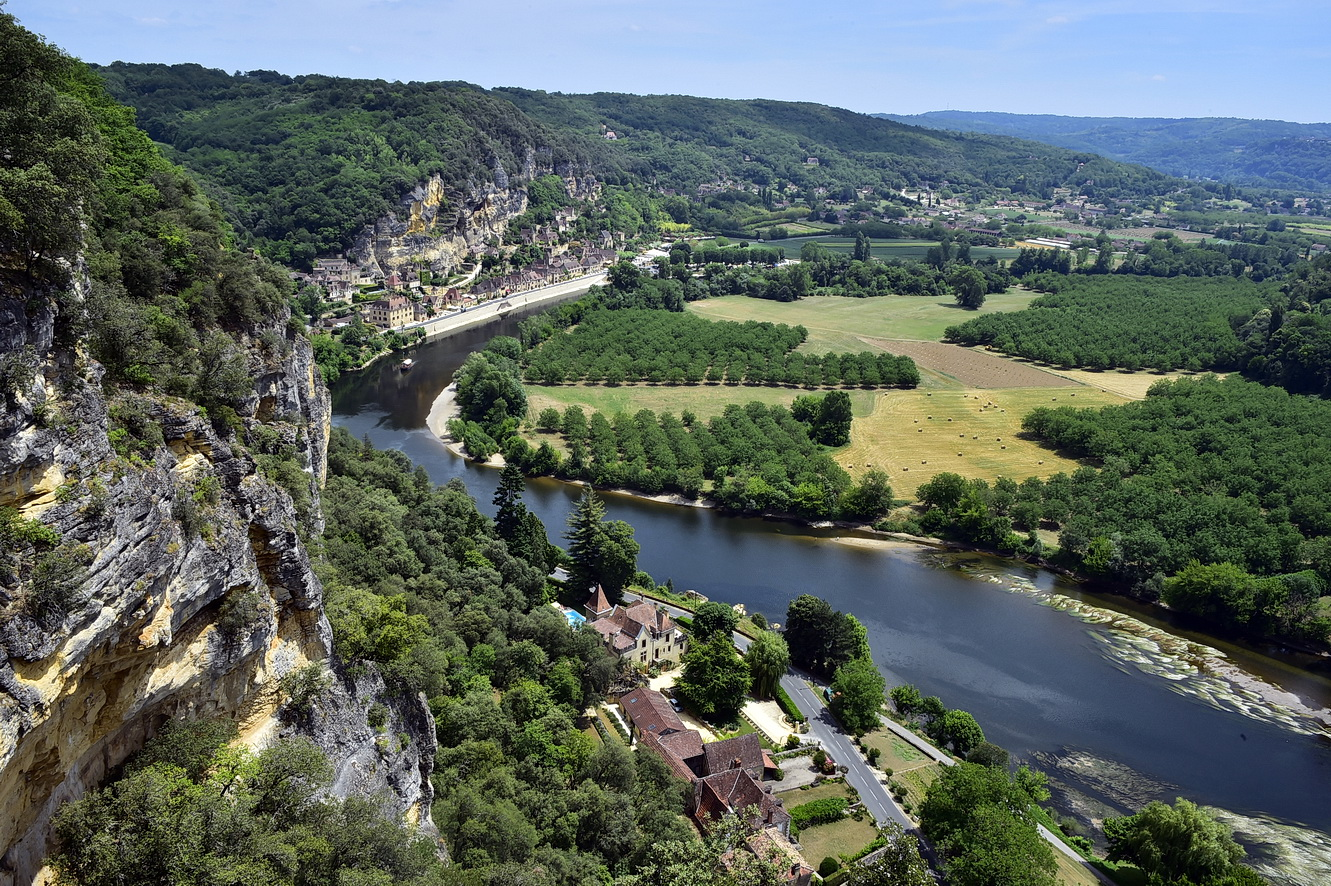
À La Roque-Gageac.
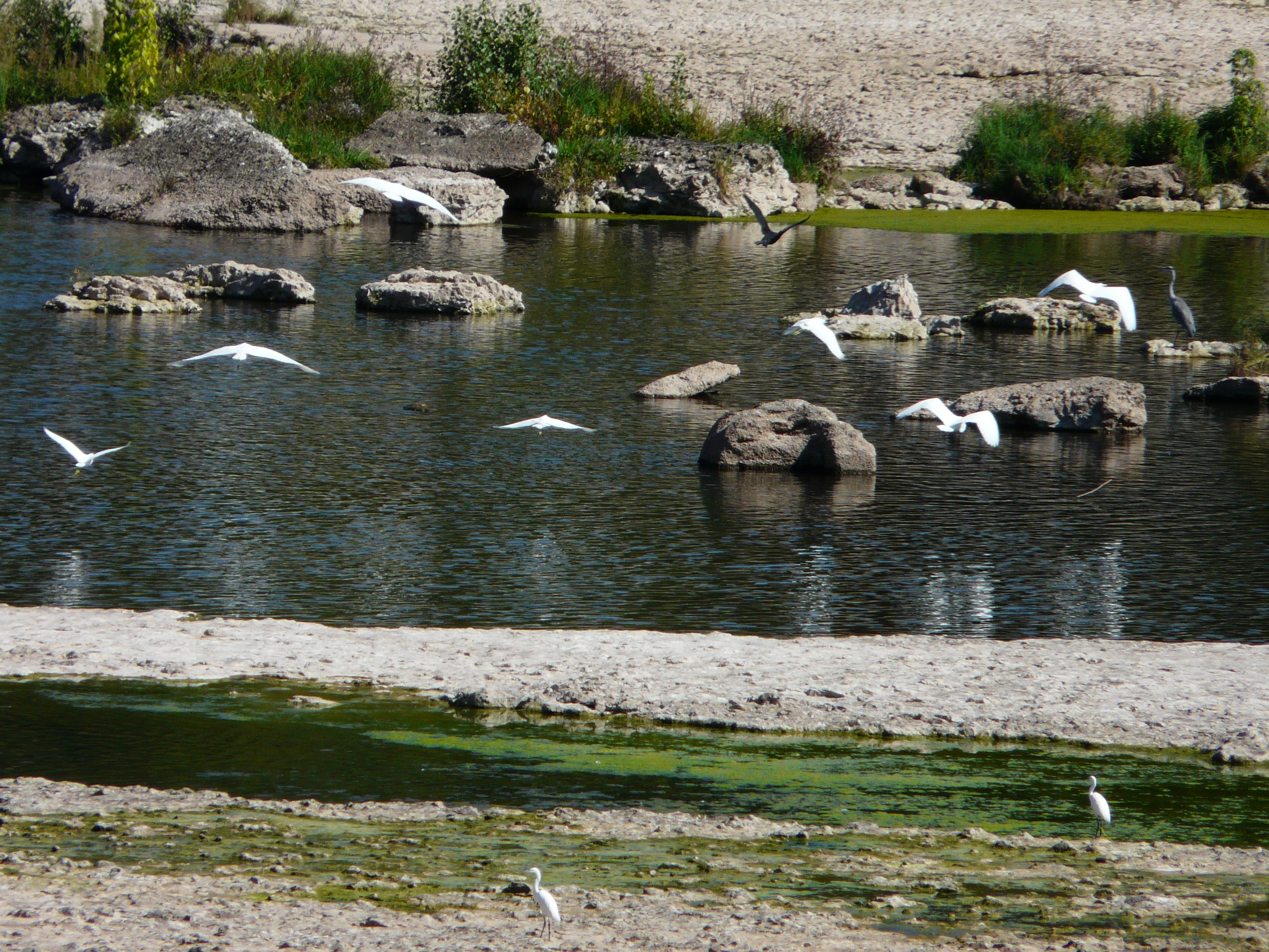
En aval du barrage de Mauzac.
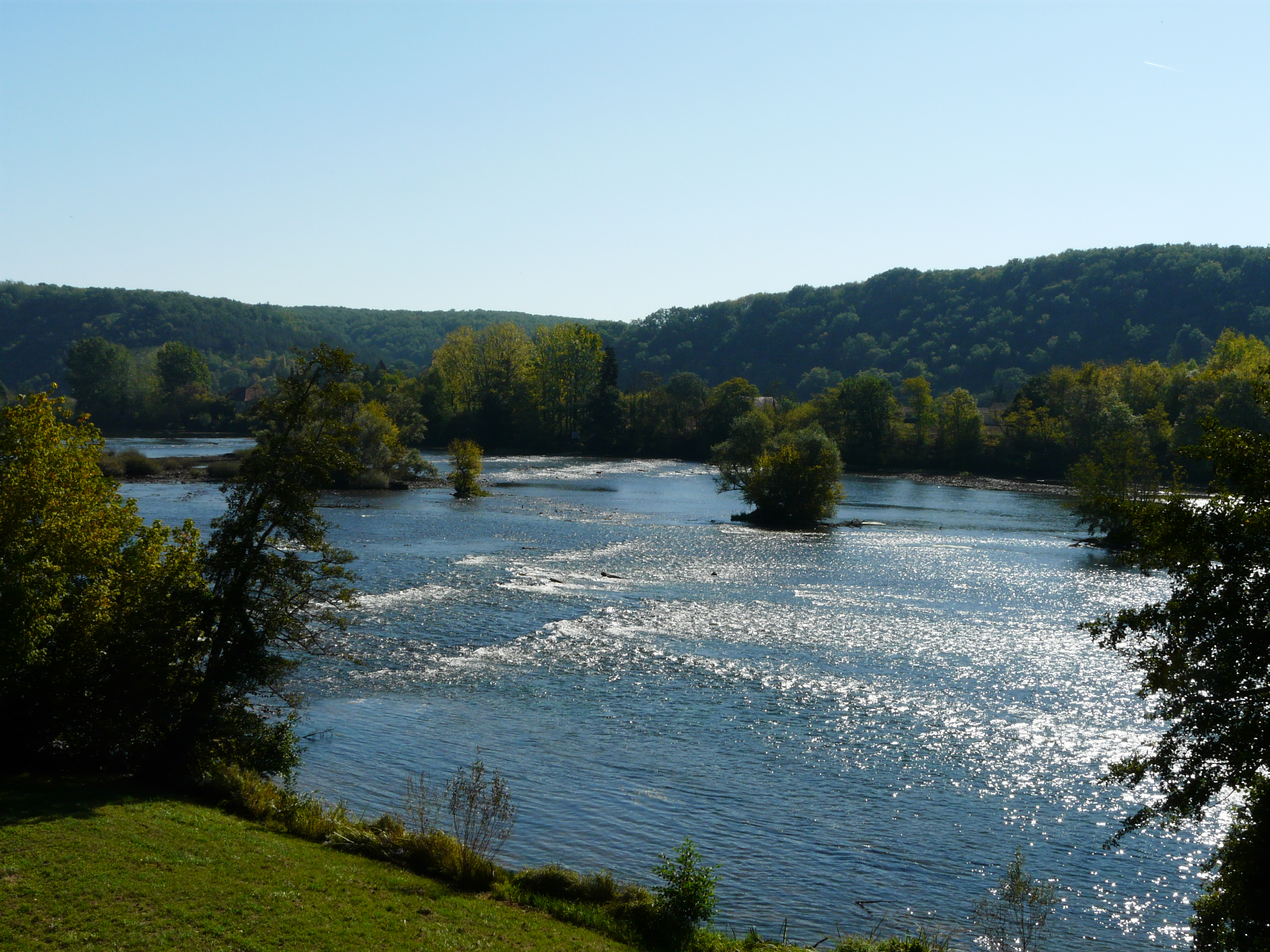
Îles en amont de Lalinde.
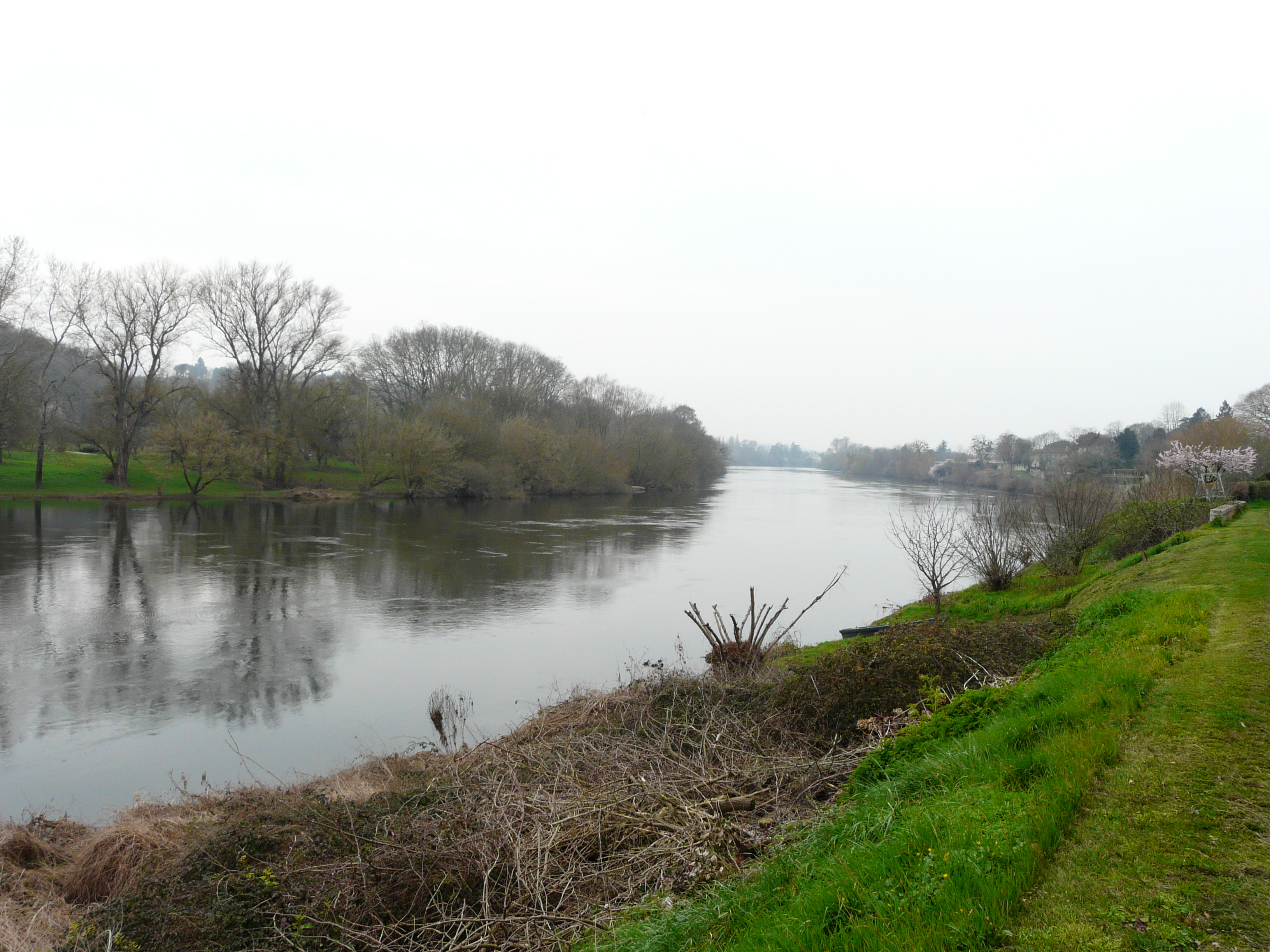
À Saint-Seurin-de Prats.

## Habitats
Près d'un quart  de cette zone Natura 200 est composé d'habitats inscrits à l'annexe I de la directive habitats de l'Union européenne :
- rivières des étages planitiaire à montagnard avec végétation du Ranunculion fluitantis et du Callitricho-Batrachion, sur 385 hectares (ha)[5],
- forêts mixtes à Quercus robur, Ulmus laevis, Ulmus minor, Fraxinus excelsior ou Fraxinus angustifolia, riveraines des grands fleuves sur 363 ha[6],
- forêts alluviales à Alnus glutinosa et Fraxinus excelsior (Alno-Padion, Alnion incanae, Salicion albae) sur 336 ha[7],
- mégaphorbiaies hygrophiles d'ourlets planitiaires et des étages montagnard à alpin sur 187 ha[8],
- lacs eutrophes naturels avec végétation du Magnopotamion ou de l'Hydrocharition sur 27 ha[9],
- rivières avec berges vaseuses avec végétation du Chenopodion rubri p.p. et du Bidention p.p. sur 26 ha[10],
- eaux stagnantes, oligotrophes à mésotrophes avec végétation des Littorelletea uniflorae et/ou des Isoeto-Nanojuncetea sur 10 ha[11].

## Faune
Seize espèces animales inscrites à l'annexe II de la directive 92/43/CEE de l'Union européenne y ont été répertoriées :
- trois agnathes : la Lamproie de Planer (Lampetra  planeri), la Lamproie de rivière (Lampetra  fluviatilis) et la Lamproie marine (Petromyzon marinus) ;
- quatre insectes : l'Agrion de Mercure (Coenagrion mercuriale), la Cordulie à corps fin (Oxygastra curtisii), la Cordulie splendide (Macromia splendens) et le Gomphe de Graslin (Gomphus graslinii) ;
- un mammifère : la Loutre d'Europe (Lutra lutra) ;
- sept poissons : l'Alose feinte (Alosa fallax), la Bouvière (Rhodeus amarus), le Chabot fluviatile (Cottus perifretum), l'Esturgeon d'Europe (Acipenser sturio), la Grande alose (Alosa alosa), le Saumon atlantique (Salmo salar) et le Toxostome (Parachondrostoma toxostoma) ;
- un reptile : la Cistude (Emys orbicularis).

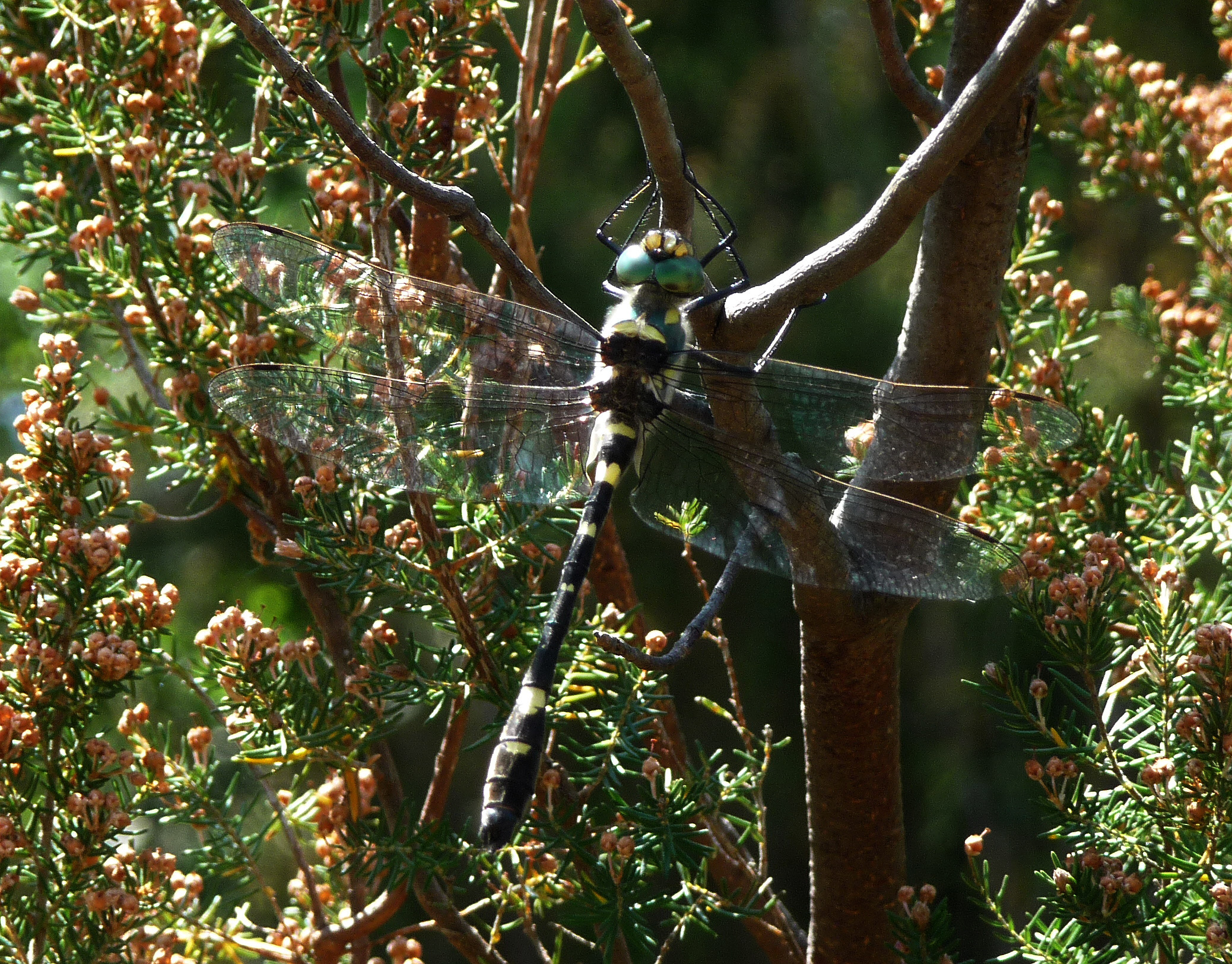
Cordulie splendide.
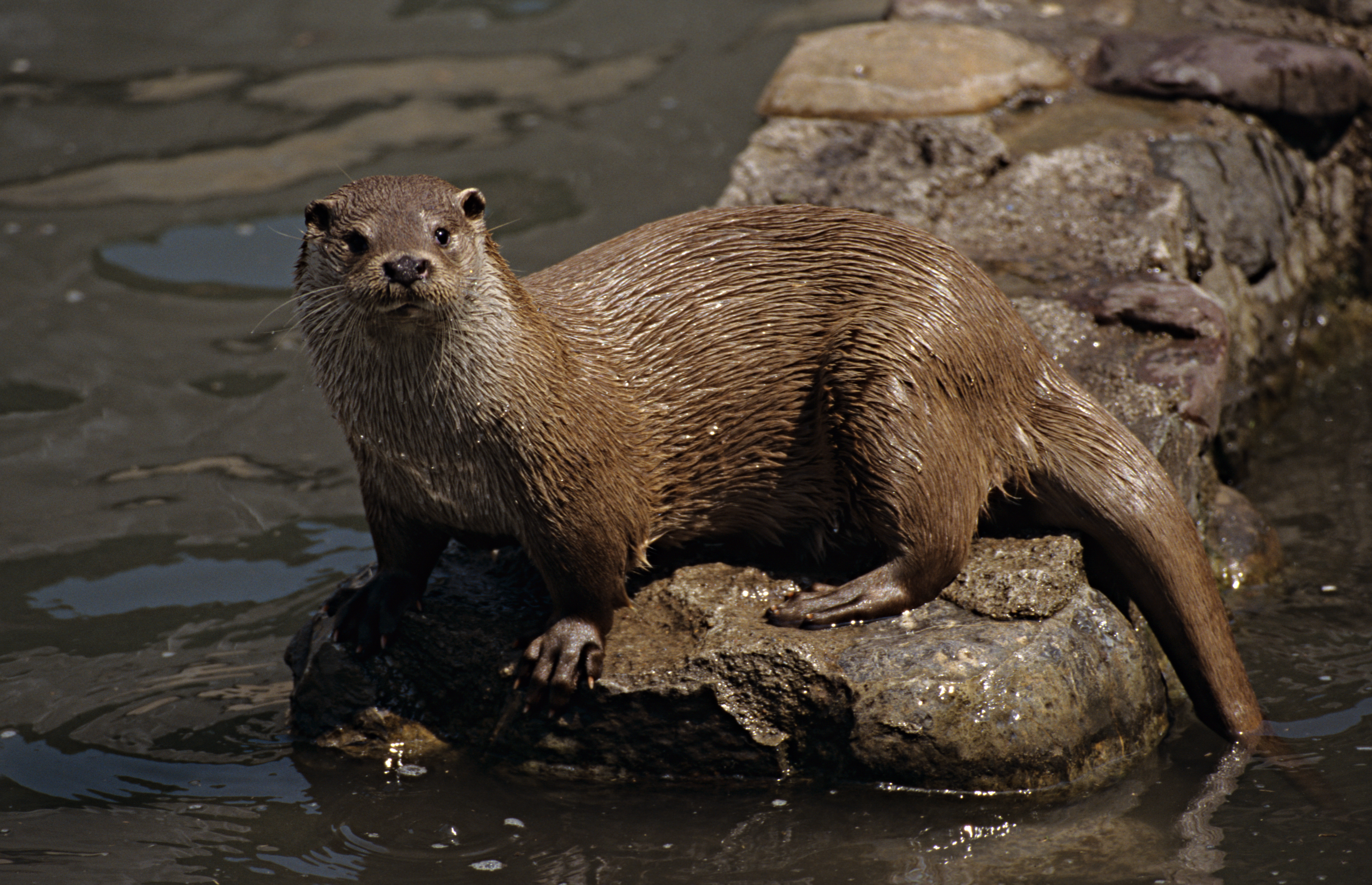
Loutre d'Europe.
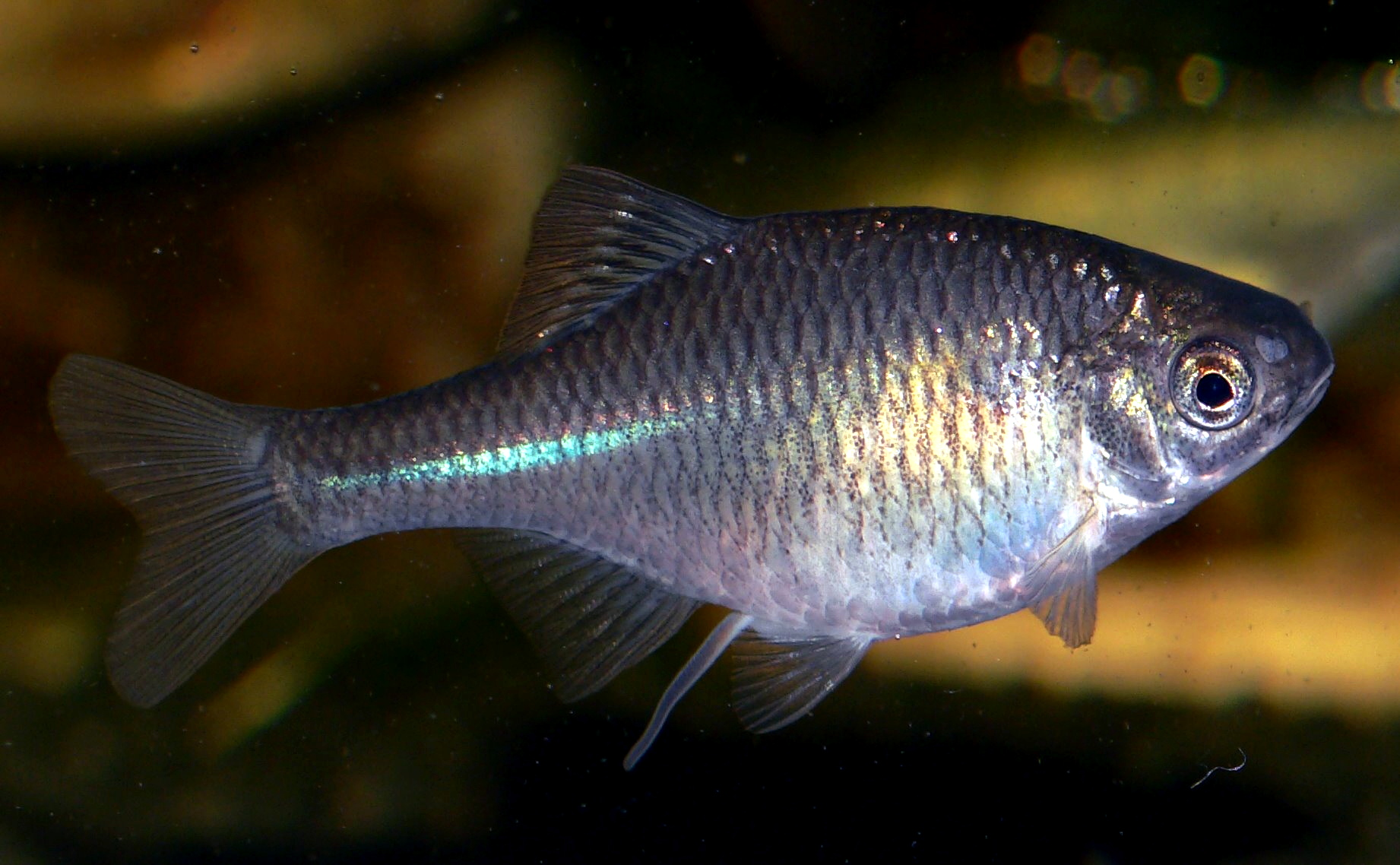
Bouvière.
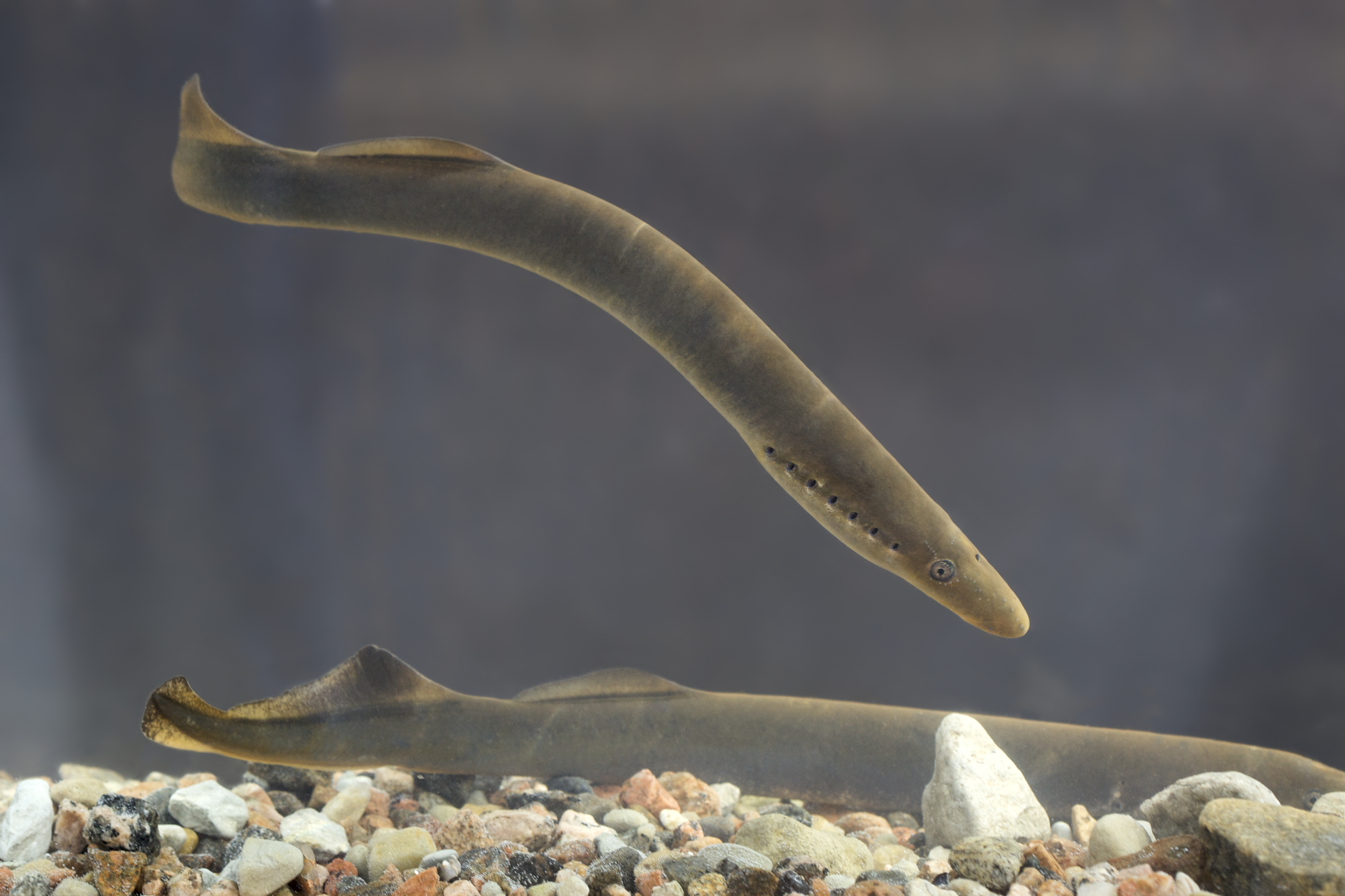
Lamproie de rivière.
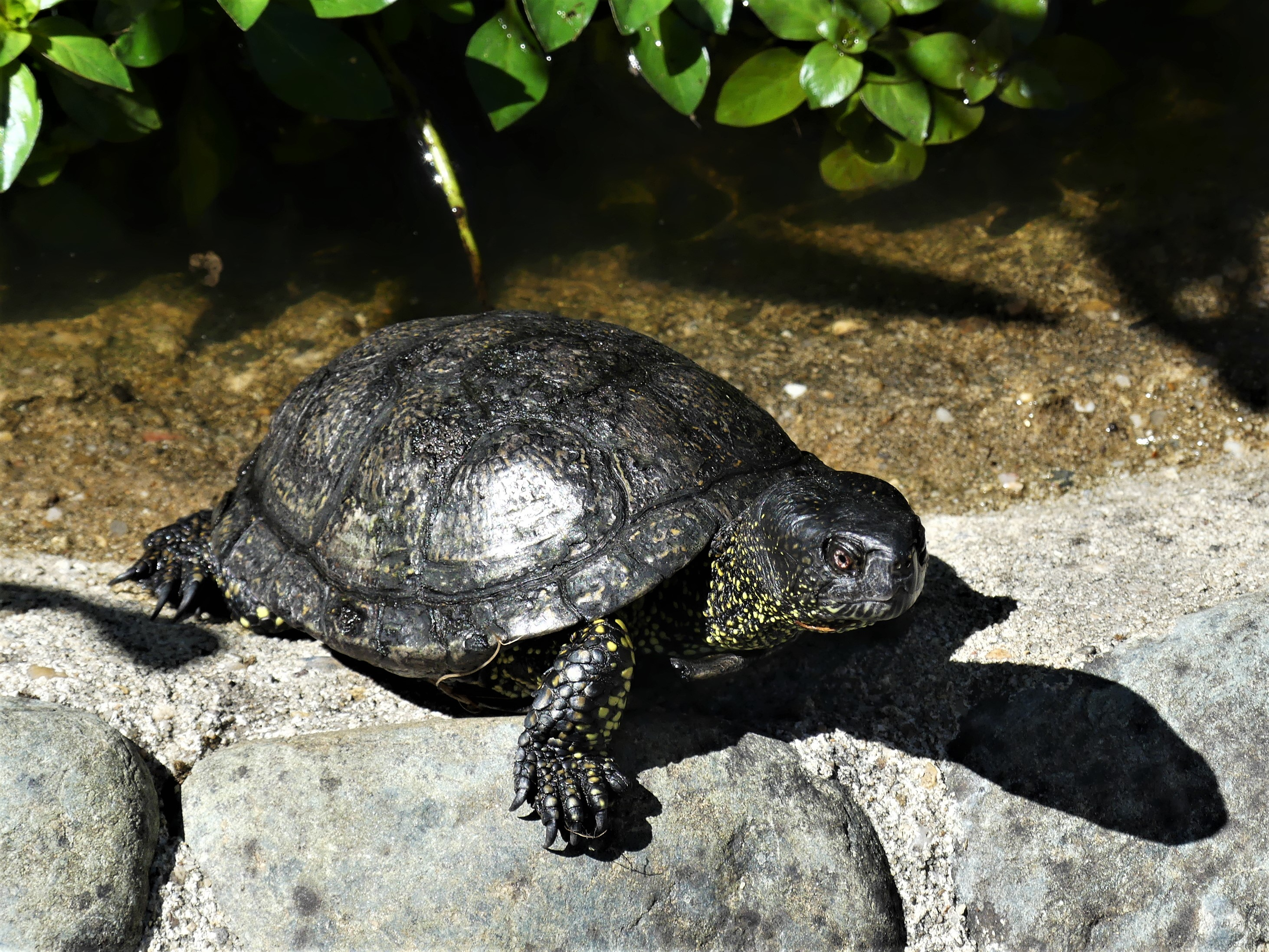
Cistude.

## Flore
Une espèce végétale inscrite à l'annexe II de la directive 92/43/CEE de l'Union européenne y a été répertoriée : l'Angélique des estuaires (Angelica heterocarpa).

## Espaces connexes
Il existe une zone naturelle d'intérêt écologique, faunistique et floristique (ZNIEFF) de type II homonyme, qui s'étend sur une superficie légèrement moindre (5 471 hectares) et concerne les mêmes communes de Dordogne et de Gironde, à l'exclusion de Cazoulès, intégrée à la ZNIEFF « La Dordogne quercynoise » et quatre communes girondines intégrées à la ZNIEFF « Estuaire de la Gironde » : Bayon-sur-Gironde et Saint-Seurin-de-Bourg intégralement ainsi que partiellement Ambès (en aval du lieu-dit Troubadis) et Bourg (en aval de son confluent avec le  ruisseau des Marguerites).
Une zone très réduite, sur les 75 mètres en aval du viaduc ferroviaire de Mareuil, commune du Roc, dans le département du Lot, fait également partie du territoire de la ZNIEFF « la Dordogne ».
Des recensements y ont été effectués, permettant d'y répertorier de 2013 à 2018 huit espèces déterminantes animales (six odonates, un mammifère et un oiseau) et cinquante-sept espèces déterminantes végétales de 2009 à 2019, ainsi que d'autres espèces — non déterminantes — : deux agnathes, un crustacé, trois mammifères, un mollusque, dix-huit poissons, dix-neuf oiseaux et trente-neuf plantes.
Plusieurs ZNIEFF de type I, de superficies restreintes, sont incluses — partiellement pour les couasnes et intégralement pour les frayères — dans la zone Natura 2000 de la Dordogne :
- Couasne de Carsac[17] ;
- Couasnes de Saint-Julien-de-Lampon[18] ;
- Couasnes de Siorac et du Buisson[19] ;
- Couasnes de Veyrignac et Aillac[20] ;
- Frayère d'Arveyres[21] ;
- Frayère de Beaupoil[22] ;
- Frayère de Bergerac[23] ;
- Frayère de le Gambul[24] ;
- Frayère de Lamothe-Montravel[25] ;
- Frayère de Pessac-sur-Dordogne[26] ;
- Frayère du Pinson[27] ;
- Frayère du Pont de la Beauze[28] ;
- Frayère du Port du Fleix[29] ;
- Frayère de Saint-Aulaye[30] ;
- Frayère de Saint-Jean-de-Blaignac[31] ;
- Frayère de Saint-Martin[32].

Ces douze frayères sont potentiellement celles où peut se reproduire l'Esturgeon d'Europe, celle de Bergerac étant la plus éloignée de l'océan, à 211 kilomètres, juste en aval du barrage de Bergerac.